# 碘化钾
碘化钾（英文：Potassium iodide，實驗式：KI），俗稱鉀碘。是一种无机化合物，用于制备有机碘化物等，并用作化学试剂。

## 物理性质
为无色或白色立方晶体。无臭，有浓苦咸味。熔点 681℃，沸点 1330℃。易溶于水，溶于乙醇、甲醇、丙酮、甘油和液氨，微溶于乙醚。其水溶液呈中性或微碱性。

## 结构，制备和属性
碘化钾是一种离子化合物，K+I−。该化合物在工业中可通过氢氧化钾和碘反应进行制备。

### 无机化学
由于碘属于温和的还原剂，因此碘离子I −可被强氧化剂如氯气等氧化为I2单质：
2 KI(aq)  +  Cl2(aq)  →  2 KCl  +  I2(aq)
该反应可用于天然产物当中提取碘。空气也可以氧化碘离子，当KI样品长期放置后用二氯甲烷淋洗可以发现萃取层的颜色为紫色（碘单质溶于有机溶剂的颜色）。当处于酸性环境中，氢碘酸（HI）是一种强还原剂。
如同其他的碘盐，KI和单质碘反应可以形成I3−： 
KI(aq)  +  I2(s)  →  KI3(aq)
不同于I2，I3−盐易溶于水，并且可以通过该反应使碘用于氧化还原滴定。KI3水溶液，即“Lugol溶液”，可用于消毒剂和黄金表面的腐蚀剂。
碘化钾中的碘离子可与银离子形成深黄色的沉淀碘化银（见光分解，可用于制作高速摄影胶片），故可用硝酸银来检验碘离子的存在。
KI(aq)  +  AgNO3(aq)  →  AgI(s)  +  KNO3(aq)
碘化鉀可以催化過氧化物的分解。

### 有机化学
KI在有机合成当中是一种碘源。一种有用的应用是通过芳香重氮盐来制备碘代芳烃。
 例如：
另外，碘化钾作为碘源的一种还可用于亲核取代反应中的催化剂，从而加强氯代烃，溴代烃或者甲磺酸酯作为亲核取代底物的活性。
此外，碘化钾试纸可以检验O3的存在。

## 用途

### 食物添加物
碘化鈉及碘化鉀通常被用來治療和預防碘缺乏症，市售食鹽常摻有少許碘化鉀。

### 藥用
各國會針對核能電廠周邊住民發放或儲備碘片，其主要成份為不具放射性的碘-127與鉀結合形成的碘化鉀，在核電廠因災害而輻射外洩時，讓周邊住民服用碘片，可使碘-127在甲狀腺裡飽和，減少甲狀腺對放射性碘-131的吸收。但需在遭受游離碘輻射暴露時，於四小時內服用才有效果，且無法防止碘型放射性同位素以外的游離輻射及放射性同位素。一般人未經指示，不當服用會引起甲狀腺亢進症狀。